# Peterson Toscano

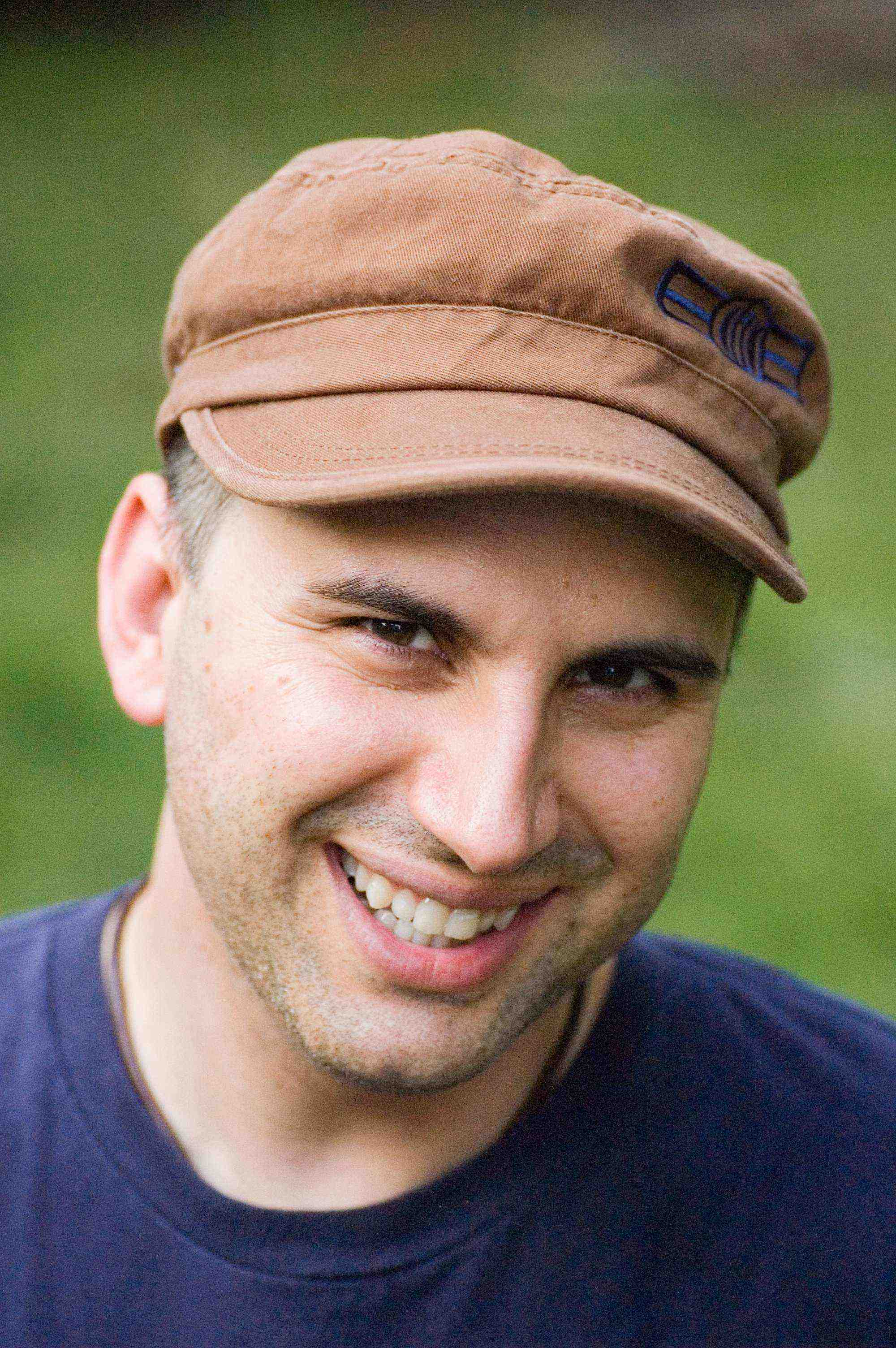
Peterson Toscano

Peterson Toscano (* 17. Februar 1965 in Stamford (Connecticut)) ist ein US-amerikanischer Lehrer, Theaterautor und Schauspieler. Er nimmt eine führende Rolle in der Bewegung der Ex-Gay-Überlebenden ein.

## Leben
Toscano wuchs zusammen mit zwei Schwestern in Lake Huntington (New York) auf. Seine römisch-katholischen Eltern Pete und Anita mit italienischem Migrationshintergrund führten das Lokal Pete’s Pub. Seit Beginn der Pubertät hatte er Probleme mit seiner Sexualität. In seinen Augen sah es folgendermaßen aus: Sex sei schlecht und Sex sei schmutzig, schwuler Sex sei besonders schlecht und schmutzig. Die Abscheu und Schuld ließen ihn sich in der römisch-katholischen Kirche engagieren und er verbrachte sehr viel Zeit dort und in dem lokalen römisch-katholischen Jugendverband (Catholic Youth Organization, CYO). Er sah seine Hingabe als Rebellion gegen den lauen Glauben seiner liberalen italienischen Familie und als Rückzug von seinen sexuellen Wünschen. Mit 15 Jahren hatte er ein persönliches religiöses Erlebnis und fühlte sich von Gott geliebt und akzeptiert. Als er dieses Erlebnis zwei evangelikalen Frauen erzählte, die bei den CYO-Treffen sangen, erklärten sie ihm, er sei „wiedergeboren“. Toscano glaubte ihren Worten und wechselte 1982 mit 17 Jahren zum evangelikalen Glauben, „weil ich religiöse Leidenschaft suchte und einer einflussreichen Gemeinschaft angehören wollte.“ Er schloss sich der Gemeinde der beiden Frauen an, der Gospel Tabernacle aus Honesdale (Pennsylvania). Dies hat seinen Eltern größere Sorgen bereitet als die Ahnung, dass ihr Sohn möglicherweise schwul sei.
Bis zu seinem Schulabschluss im Jahre 1983 besuchte er die Narrowsburg Central Rural School. Die ersten zwei Jahre seines Studiums (1983–85) verbrachte er am Nyack College in Nyack (New York), wo er Anglistik und Bibelkunde als Hauptfächer belegte. 1985 arbeitete er fünf Monate für die World Radio Missionary Fellowship (Radio HCJB) als medizinischer Missionar in Quito in Ecuador. Danach zog er nach New York City, wo er sein Studium am City College of New York 1986 fortsetzte. Dieses schloss er 1989 mit einem Bachelor of Arts (Cum laude) in Anglistik und Theaterwissenschaften ab. Toscano arbeitete in der alternativen Bildungsarbeit zuerst für das Grand Street Settlement und danach als Lehrer und Bildungsdirektor für C.A.S.E.S. einer Alternative zum Gefängnisaufenthalt für jugendliche Straftäter. Sein professionelles Schauspieldebüt gab er 1989 im Stück Kaspar von Peter Handke im Cafe Bustello. 1990 heiratete er in New York eine Frau. In England bereiteten sich 1995 er und seine Frau für drei Monate auf die nächste Station vor, Missionar und Programmdirektor einer Radiostation der britischen Hilfsorganisation Christian Vision in Sambia. Dort wurde er nach sechs Monaten geoutet. 1996 trennte er sich von seiner Frau, lebte wieder drei Monate in England und kehrte dann in die Vereinigten Staaten zurück um zwei Jahre lang beim Ex-Gay-Programm Love in Action in Memphis (Tennessee) teilzunehmen. Seine Frau und er ließen sich 1998 scheiden. Im Januar 1999 hatte er letztendlich sein Coming-out und akzeptierte sich selbst als schwuler Mann.

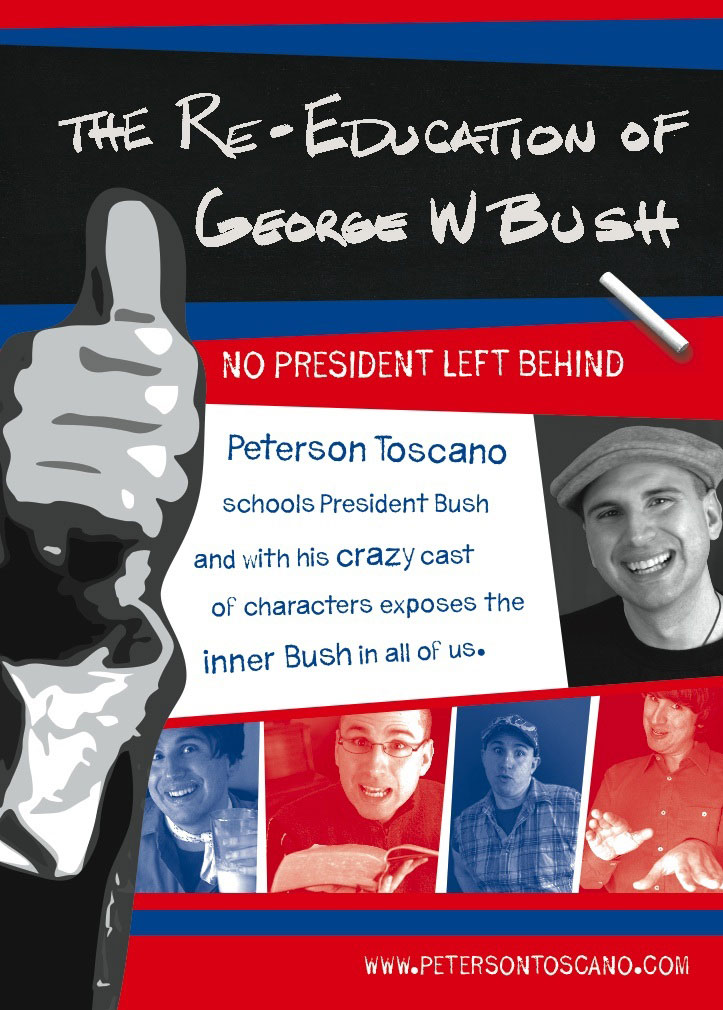
Plakat zum Stück The Re-Education of George W. Bush

Im Jahre 1999 gründete er auch p2son productions und begann mit seinem Ein-Mann-Stück Footprints, An Inspirational Comedy aufzutreten, welches auf dem Gedicht Footprints in the Sand basiert. Auf der Bühne stellt er durch gekonnte Änderung der Körperhaltung, Mimik, Stimme und Akzent verschiedene Charaktere dar. In seinem ersten Stück stellt er die Charaktere Tony Buffusi, Jerry Wayne, Sylvia Goldblum und Basil Huntington dar. Als Komiker und Theaterautor lässt er sich oft von der Dichtkunst, der Bibel und anderen Texten als auch durch ausführliche Interviews inspirieren. Weitere Stücke von ihm sind How the Indians Discovered Columbus, The Re-Education of George W. Bush, Legion! The Golden Apple & the Golden Urn und Queer 101. Letzteres führte er auch am 31. März 2005 bei der International Conference on Language, Literature and Identity in der University of Yaounde in Kamerun auf.

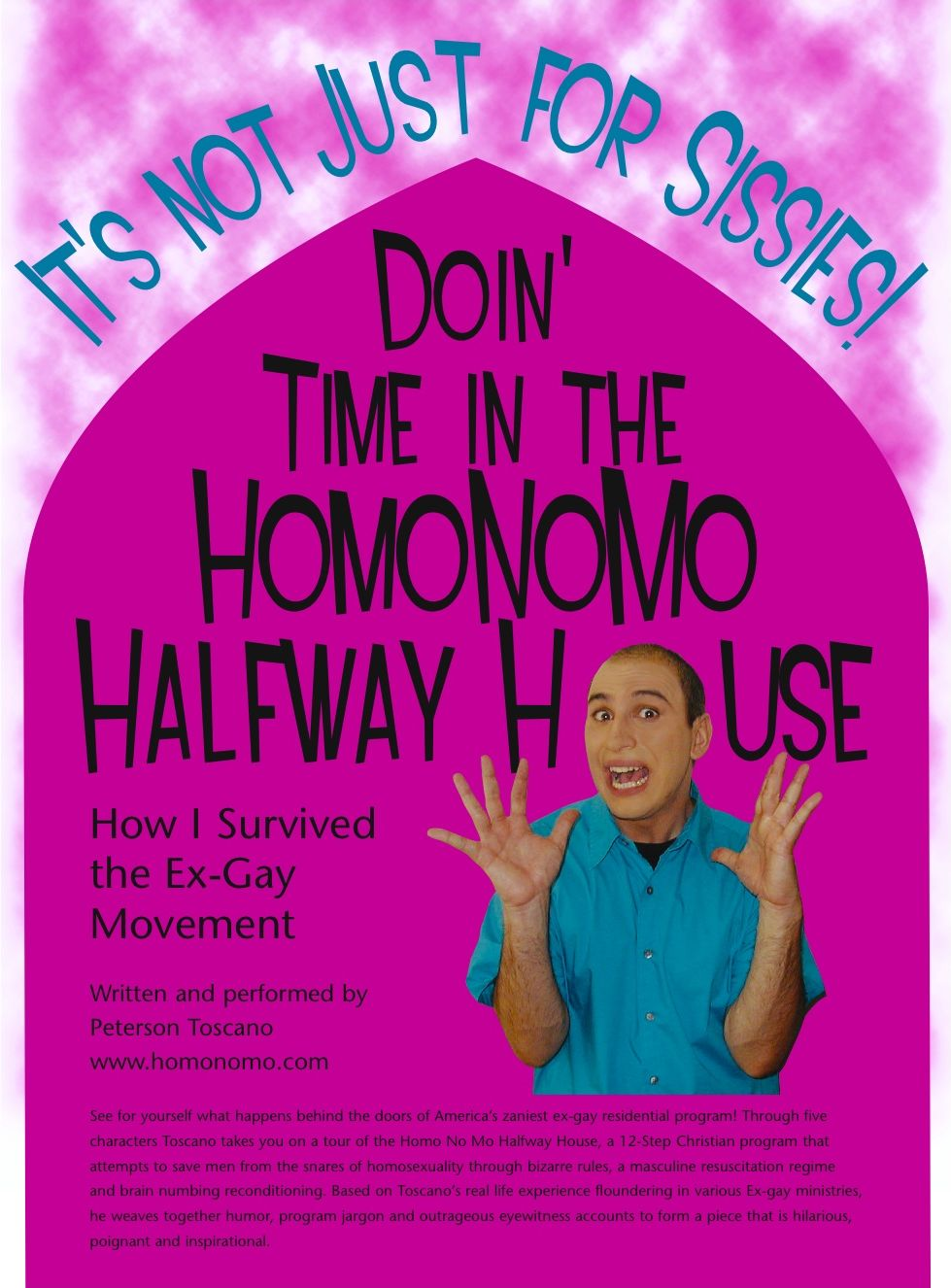
Plakat zum Stück Doin' Time in the Homo No Mo Halfway House

Die Ein-Mann-Satire Doin' Time in the Homo No Mo Halfway House – How I Survived the Ex-Gay Movement hatte am 17. Februar 2003 Premiere. Er arbeitet darin mit fünf Charakteren seine Erlebnisse als Ex-Gay auf, insbesondere seine Zeit bei Love In Action, ohne zu predigen, zu richten oder zu generalisieren was andere Leute tun oder lassen sollen. Ein anderer Aufbau desselben Themas nennt sich Talking Trash in the Homo No Mo’ Halfway House – Language, Life and Lies in the Ex-Gay Movement. Auslandsauftritte gab es mit beiden Programmen in Kanada, England, Wales, Dänemark und Schweden.
Toscano trat in den Spielfilmen Star Queen – A Star is Bored (2002) und Getting Married? (2001) von Eli Parker auf. Man sah ihn auch in der Dokumentation Fish Can't Fly (2005), die den Konflikt vieler Lesben und Schwulen mit ihrem Glauben beleuchtet. Der Titel geht auf einen Kommentar seines Vaters zurück (siehe unten). Weitere Auftritte hatte er in den Dokumentationen For Such a Time as This (2010) und This is What Love in Action Looks Like (2011).
Er schreibt in drei Blogs in den Sprachen Englisch (Peterson Toscano’s A Musing), Spanisch (Dos Equis) und Schwedisch (Svensk Spädbarn), wo er über sein aktuelles Leben, seine Erfahrungen als Ex-Gay, Neuigkeiten in der Bewegung der Ex-Gay-Überlebenden berichtet. Durch sein Engagement als Ex-Gay-Überlebender berichteten bis Ende 2007 Zeitungen, Internetmedien, Radio und Fernsehen in USA, England Schweden und Deutschland über sein Schicksal, seine Ansichten und Auftritte. Unter anderem gab es Berichte in der Frankfurter Allgemeinen Sonntagszeitung, Maxi, Washington Blade, The New York Times, People und Interviews sowie Auftritte in Weltspiegel, The Montel Williams Show, Public Radio International, The Tyra Banks Show und The Morning Show with Mike and Juliet.
Mit Christine Bakke und der technischen Unterstützung von Steve Boese startete er am 2. April 2007 das Internetangebot Beyond Ex-Gay (bXg) für Ex-Gay-Überlebende. Zusammen mit SoulForce und der University of California in Irvine (Kalifornien) veranstalteten sie vom 28. Juni bis zum 1. Juli 2007 eine Konferenz unter dem Motto Undoing the Damage, Affirming Our Lives Together. Bei einer Pressekonferenz am 27. Juni entschuldigten sich auch drei ehemalige Führungsmitglieder des Zusammenschlusses Exodus International (Jermey Marks von Courage UK, Michael Bussee, Mitbegründer von Exodus International und Darlene Bogle) öffentlich für ihre Rolle Konversionstherapien angeboten und gefördert zu haben. Zur selben Zeit fand im selben Ort eine Ex-Gay-Konferenz von Exodus statt.
Ein Quäker-Seelsorger verweist auf die gewaltlose Vorgangsweise in der Arbeit Toscanos, Unrecht aufzuzeigen ohne negativ eingestellte Personen oder Gegner zu attackieren.
Peterson lebt derzeit in Hartford (Connecticut), ist Mitglied der Religious Society of Friends (Quäker) in West Hartford, ernährt sich vegan und unterrichtet an der Watkinson School Schüler in einem speziellen Befähigungsprogramm.

## Ex-Gay-Erfahrung
Peterson Toscano versuchte 17 Jahre lang mit Hilfe verschiedenster christlicher Programme und Therapien in drei Ländern (USA, Ecuador, England) auf drei Kontinenten und dem Einsatz von über 30.000 US-Dollar heterosexuell zu werden oder wenigstens seine Zuneigung zum gleichen Geschlecht zu unterdrücken. Bis zu seinem endgültigen Coming-out dauerte es von 1981 bis 1998.
Seit er 15 war, hatte er inständige Gebete zu Gott geschickt, dieser möge seinen homosexuellen Phantasien ein Ende bereiten, was aber nicht erhört wurde. In Ecuador arbeitete er auch ehrenamtlich im Büro von Exodus Südamerika in Quito, hatte formlose Zusammenkünfte mit dem Präsidenten von Exodus und nahm an einer „Psycho-Drama“-Sitzung teil.

„Ich entdeckte die Ex-Gay-Bewegung, die verspricht, dass Homosexuelle schwulen- bzw. lesbenfreie Leben leben können. So dachte ich, dass – wenn Schwulsein eine Wahl sei, ein Produkt einer dysfunktionalen Erziehung mitten in einer verlorenen und sterbenden Welt, dann würde ich sicher, mit der Kraft Gottes und der Führung von Ex-Gay Pfarrern, das Schwulsein abwählen oder wenigstens das Richtige zur Abwechslung aussuchen.“

In New York City besuchte er dann zwei Jahre lang die wöchentlichen Gruppentreffen der Life Ministries, die damals zum Programm von Exodus International gehörten. Die meisten Teilnehmer damals kamen aus der Unterhaltungsindustrie.

„Mein Eindruck war, dass viele von ihnen aus Karrieregründen versuchten, heterosexuell zu werden. Aber am Wochenende sind etliche wieder in die Schwulenszene abgetaucht.“

Später suchte er Unterstützung im charismatischen Teil der Pfingstbewegung in der Zungenreden und Heilungsrituale praktiziert wurden, eine Ausnahme im Programmspektrum der Ex-Gay-Bewegung. Er hatte drei Exorzismus-Sitzungen, auch Erlösungs-Sitzungen genannt.

„Aber als eine der Predigerinnen mich mit in ihr Schlafzimmer nahm, um mir durch Handauflegen den Dämon Homosexualität auszutreiben, hatte ich genug“

Toscano hatte dann sechs Jahre lang immer wieder pastorale Unterstützung (Gospel Tabernacle, Glory Tabernacle, Times Square Church). Während dieser Zeit lernte er auch seine zukünftige Frau kennen und weil beide dachten, Gott hätte ihn befreit, heirateten sie 1990, was oft auch als Heilungsweg verstanden wird. Dies sollte sich später als Irrtum erweisen

„Ich schaffte es nur, Geschlechtsverkehr mit meiner Frau zu haben, wenn ich dabei an Sex mit Männern dachte.“

Bald hatte er wieder homosexuelle Affären. Er besuchte mit seiner Frau zwei Wochen lang jeden Tag drei bis vier Stunden eine Eheberatung beim christlichen Berater Harry W. Schaumburg, der auch das Buch False Intimacy: Understanding the Struggle of Sexual Addiction herausgegeben hat und auf Sexsucht spezialisiert war, da Homosexualität im Ex-Gay-Bereich oft als eine Form von Sexsucht angesehen wird. Die Beratung bestand zu einem Großteil aus Gebet, Lesungen und Gesprächstherapie.
Nach der Rückkehr aus Sambia hatte er drei Monate lang in England wöchentliche Sitzungen mit dem Berater von True Freedom Trust (TFT). Darüber hinaus hat er im Laufe der Zeit Bibelpassagen auswendig gelernt, um die vermeintlich schlechten schwulen Gedanken durch heilige zu ersetzen. Er las viele Bücher über Homosexualität, Ex-Gay-Seelsorge, -Heilung, -Veränderung, darunter auch Bücher von Mario Bergner, Leanne Payne und Andy Cominski. Er besuchte dutzende religiöser Seminare über Heiligkeit und Christliche Anhängerschaft als Teil seiner Versuche ein besserer Christ zu werden um nicht so stark von seinen homosexuellen Gefühlen abhängig zu sein. Auch Exodus-Seminare besuchte er.
Aber über die Jahre, in denen er versuchte sich zu ändern, wuchs die Verzweiflung. Er war mit Scham erfüllt, Selbsthass, fühlte sich schuldig und sündig, war depressiv und dachte an Selbstmord.
Seine letzte Station war Love In Action (LIA) in Memphis (Tennessee), die größte zum Verband Exodus International gehörende Ministry mit einem Mischprogramm aus Seelsorge, Selbsthilfe, Unterweisung und Verhaltenstraining. Sie bot als eine der ersten Vollzeit- und Langzeitprogramme für Schwule und Lesben an „die sich in sexueller Sünde gefangen fühlen“. Toscano absolvierte dort das damals noch existierende Zwölf-Schritte-Programm und ihr eigenes Curriculum Steps Out of Homosexuality. Es gab Trainings in Maskulinität, Selbstdisziplin und andere angebliche Abwehrmechanismen gegen homosexuelle Versuchungen. Es gab eine „Football-Klinik“, man lernte wie man sich zu kleiden, zu gehen, zu sitzen, zu frisieren, zu reden und zu verhalten habe, um nicht so zu wirken, wie die Veranstalter sich schwule Verhaltensweisen vorstellten. Die zwei Jahre unterlagen auch recht strengen Regeln wie zum Beispiel nur fünf überprüfte Kontaktpersonen außerhalb des Programms, keine Calvin-Klein-Unterwäsche und maximal 15 Minuten im Badezimmer, damit niemand masturbiert. Was alles schlimmer machte, war das moralische Stigma, dass einem nicht vertraut werden könne. Weiters bekamen die Teilnehmer auch einen männlichen heterosexuellen Mentor zur Seite gestellt um eine „gesunde“ Beziehung mit einem „normalen Mann“ zu trainieren. Diverse Übungen kamen ihm zwar seltsam vor, aber er stellte sie nicht in Frage, da er dachte es sei Gottes Wille und die Mitarbeiter Spezialisten. Während dieser Zeit ging er auch zirka ein Jahr lang zum klinischen Psychologen Duff Wright wegen einer reparativen Therapie. (Diesem wurde im April 2005 wegen unprofessionellen, unehrenhaften und unethischen Verhaltens die Lizenz entzogen) Einer seiner Freunde bei LIA machte einen Suizidversuch, weil er es leid war, dauernd Fehler zu begehen. Am Ende war der Veranstalter von Toscano so überzeugt, dass ihm der Präsident von Love in Action, der ehemals homosexuelle Pastor John Smid, im Frühjahr 1998 eine Stelle anbot. Toscano wollte sich aber zuerst „draußen“ als Heterosexueller bewähren und hatte sein Coming-out im Jänner 1999.
Bei Love in Action gab es auch einen Informationstag für die Familie und Freunde. Seine jüngere Schwester erzählte ihm später, dass seine Eltern bei ihrer Rückkehr nach Hause am Boden zerstört waren, und nicht mehr richtig aßen. Sie wirkten für Wochen verbittert und depressiv. Sie war so beunruhigt, dass sie bei LIA anrief und fragte, was dort geschehen sei. Über die fehlende Sorge bzw. Verständnis der Mitarbeiter fühlte sie sich jedoch daraufhin frustriert. Toscano entschuldigte sich später bei seiner Mutter, dass er sie zu LIA geholt hatte, aber auch noch in ihrem letzten Brief an ihn stellte sie sich selbst als Elternteil Fragen über Versagen, von denen er wusste, dass die Ideen dazu aus der Zeit mit LIA stammten.
Als er mit 17 Jahren ein wiedergeborener Christ wurde, begannen durch die verstärkten inneren Konflikte psychosomatische Rückenprobleme. Etwa alle sechs Monate führte dies zu starken Schmerzen, welche manchmal eine Woche lang anhielten. Das Problem wurde immer schlimmer, und in der Woche bevor er heiratete, erlitt er einen sehr schmerzhaften Bandscheibenvorfall, der ohne Operation nach sechs Monaten zu heilen begann. Nach seinem Coming Out und nachdem er sich durch die Erlebnisse durchgearbeitet hatte verschwanden die Rückenprobleme und heute hat er keinerlei Probleme mehr, trotz ungünstiger Faktoren wie viele Flugreisen und unterschiedliche Übernachtungsorte.

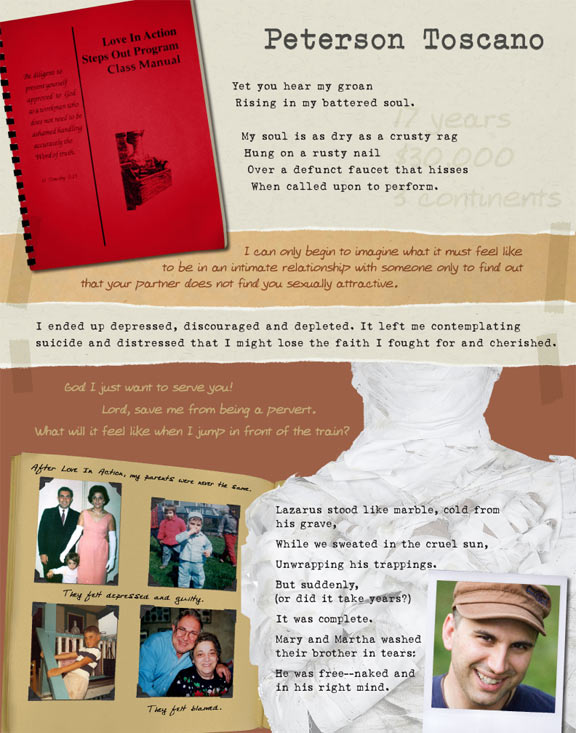
Collage zum Thema Beyond Ex-Gay (bXg)

Die Verletzungen der Ex-Gay-Zeiten hat er persönlich vor allem durch drei Dinge überwunden:
- Humor: Als er das erste Mal über diese Zeit lachen konnte, begann er die schlimmen Erfahrungen zu besiegen.
- Akzeptanz von anderen und zwar so wie er ist. In den konservativen Kreisen, in denen er sich bewegte, musste er ein bestimmtes Standardverhalten an den Tag legen; andernfalls riskierte er Zurückweisung. Wegen seiner sexuellen Orientierung war er aus dem College,[5] Kirchen und Arbeitsstellen verwiesen worden.
- Anders mit seinem sexuellen Missbrauch als Kind umgehen: In den Ex-Gay-Programmen wird Kindesmissbrauch direkt mit Homosexualität verknüpft und deshalb hasste er es schwul zu sein, da es ja angeblich eine direkte Folge des Missbrauchs war. Er fühlte Wut, Scham und Verwirrung. Nachdem er das „schwul sein“ vom Missbrauch getrennt hatte, konnte er sich selbst akzeptieren und Erlösung vom inneren Schmerz finden.

Aus diesen Erfahrungen heraus und durch Berichte von anderen hält er primär die Programme von Exodus für gefährlich und denkt, dass sie Menschen, die mit ihrem Glauben und ihren sexuellen Neigungen kämpfen, mehr schaden als nützen.

„Wenn Menschen so verzweifelt nach einer Lösung ihrer Probleme suchen, tun sie fast alles. Und es gibt viele, die auf eine Heilung ihrer Homosexualität hoffen. Sie glauben an alles, was man ihnen erzählt. Mit all dieser Angst und der Scham kannst du ja nicht mehr klar denken. Und diese Leute von ‚Exodus‘ treten als Experten auf. Ich habe auch gedacht: Die stehen für Gott, das ist wie eine Wissenschaft, ich vertraue ihnen.“

Er ist aber wegen der Ex-Gay-Arbeit nicht wütend auf die konservativen Kirchen. Sie sind für ihn nicht der Teufel. Sie sind seiner Meinung nach fehlgeleitet und realisieren nicht den Schaden, den sie anderen und sich selbst zufügen.
Der Titel des Filmes Fish Can't Fly geht auf einen Kommentar seines Vaters zurück, den Peterson im Film wiedergibt und um eine Anschauung erweitert:

“So my Dad says to me, ‹Son, you did your best. Besides, you can’t make a fish fly.› And Dad’s right. You can’t make a fish fly. But you could chuck a fish across the room, and for a few fleeting moments, it really believes it’s flying – until it smashes its head against the wall.”

„So sagte mein Dad zu mir: ‹Sohn, du hast dein bestes getan. Außerdem kannst du keinem Fisch das Fliegen beibringen.› Und Vater hat recht. Du kannst keinem Fisch das Fliegen beibringen. Aber du kannst einen Fisch durch das Zimmer werfen, und für ein paar flüchtige Momente meint man wirklich, dass er fliegen würde – bis er mit seinem Kopf an die Wand schlägt.“